# Société africaine de culture
Pour les articles homonymes, voir Sac (homonymie) et CAC.
La Société africaine de culture (également SAC) est une association fondée en 1956. Elle avait pour but la promotion de la culture africaine. Depuis 2006, elle est devenue la Communauté africaine de culture (CAC). 

## Histoire
La Société africaine de culture est fondée à la suite du premier congrès des écrivains et artistes noirs, qui se déroule à la Sorbonne à Paris, du 19 au 22 septembre 1956. Ses initiateurs compteront parmi les rédacteurs de la maison d'édition Présence africaine qui devient l'organe de communication de la SAC. 
En 1958, l'UNESCO accorde à la Société africaine de culture le statut consultatif, catégorie A. Des sections nationales sont mises sur pied au Burkina Faso, au Burundi, au Cameroun, en Côte d'Ivoire, au Gabon, au Ghana, au Mali, aux États-Unis (en), en Haïti.
Elle devient, en 2006, la Communauté africaine de culture (CAC), présidée par Wole Soyinka, prix Nobel de littérature.

## Missions
Selon l'UNESCO, la SAC a pour mission « d'unir par des liens de solidarité et d'amitié les hommes de culture du monde noir, de contribuer à la création des conditions nécessaires à l'épanouissement de leurs propres cultures » et de « coopérer au développement et à l'assainissement de la culture universelle ». Elle agit comme un pendant de la Société européenne de culture.
Ce positionnement est critiqué en 1961 par Frantz Fanon dans son essai Les Damnés de la Terre. Il décrit le but de la SAC comme « d'affirmer l'existence d'une culture africaine, d'inventorier cette culture dans le cadre de nations définies, de révéler le dynamisme interne de chacune des cultures nationales » tout en se rangeant « aux côtés de la Société européenne de culture qui menaçait de se transformer en Société universelle de culture ». Toutefois, il déplore le rôle alors limité de cette société, dont l'activité se limite alors à « des manifestations exhibitionnistes » destinées à « montrer aux Européens qu'il existe une culture africaine, s'opposer aux Européens ostentatoires et narcissistes ». À cet égard, Fanon critique la SAC comme n'étant de la part des élites africaines qu'une réaction induite par les politiques répressives et dénigrantes de la part des forces coloniales, bref rien d'autre qu'une poursuite du colonialisme en maîtrisant les élites. Par ailleurs, l'inclusion dans le cadre de la SAC du développement du concept de négritude et la place laissée aux Noirs des Amériques ne permet pas, du fait de la divergence des situations entre les descendants d'esclaves et les peuples encore sous le joug colonial, que la SAC devienne un véritable outil du mouvement de décolonisation. Il faut toutefois tempérer ce propos, considérant qu'il s'agit de critiques appartenant à la jeunesse de la SAC, et que Fanon insère ces critiques dans un écrit militant, dont le propos est axé sur la libération des peuples colonisés.

## Manifestations et réalisations
Colloques
- 1958 - Colloque sur le Sous-développement - Paris ;
- 1959 - Colloque sur le Sous-développement - Paris ;
- 1959 - Colloque scientifique - Abidjan - Dakar ;
- 1959 - Deuxième Congrès des Écrivains et Artistes Noirs - Rome[1] ;
- 1960 - Rencontre d’hommes de Culture de l’Occident et de l’Afrique Noire pour une meilleure compréhension mutuelle - Rome ;
- 1961 - Colloque sur les religions - Abidjan ;
- 1961 - Colloque « Esprit de l’Humanisme Africain » - Venise ;
- 1961 - Colloque « Personnalité Africaine dans la vie catholique » ;
- 1961 - Colloques « Intégration de l’enseignement économique dans les programmes scolaires africains » - Paris ;
- 1972 - Colloque « La Civilisation de la Femme dans la Tradition Africaine - Abidjan ;
- 1973 - 1er pré-colloque sur Civilisation Noire et Éducation ;
- 1973 - Paris - Le critique africain et son peuple - Yaoundé ;
- 1974 - Le rôle du Cinéaste Africain dans l’éveil d’une conscience de civilisation noire ;
- 1974 - 2e Colloque sur Civilisation Noire et Éducation - Dakar - Ouagadougou ;
- 1977 - Civilisation Noire et Église catholique - Abidjan.

Publications
- 1961 - Actes du Colloque sur les Religions ;
- 1962 - Économie et Culture ;
- 1963 - Addis-Abéba - O.U.A ;
- 1963 - Personnalité africaine et catholicisme ;
- 1965 - Perspectives nouvelles sur l’histoire africaine ;
- 1966 - Colloque sur l’Art Nègre East Africa : past and present ;
- 1967 - Paris - Congrès International des Africanistes ;
- 1969 - L’Afrique Noire et l’Europe face à face ;
- 1970 - Les religions africaines comme sources de valeurs de civilisation ;
- 1972 - La Civilisation de la femme dans la Tradition Africaine ;
- 1972 - La reconnaissance des différences, chemin de la fraternité ;
- 1973 - Le Critique Africain et son peuple comme producteur de civilisation ;
- 1973 - Pour un concile africain ;
- 1978 - L’Afrique du Sud aujourd’hui.